# Королюс Федір
Федір Королюс (Королюк) (псевдо: «Колчак»; нар. 28 червня 1922, с. Жовнівка, нині Бережанська міська громада, Тернопільський район, Тернопільська область — пом. 7 квітня 1945, с. Бринь, Галицький район, Івано-Франківська область) — український військовик, хорунжий УПА, в.о. командира ТВ-23 «Магура» (?.1945 — 7.04.1945).

## Життєпис
Народився 28 червня 1922 року в селі Жовнівка (тепер Бережанська міська громада, Тернопільський район, Тернопільська область).
Закінчив гімназію в Бережанах, а згодом продовжив навчання у Львівській Політехніці. Активний член Юнацтва ОУН.
Влітку 1941 проходив навчання у підстаршинській школі ОУН в Поморянах. Разом із командирами та курсантами заарештований Гестапо цього ж року. Після звільнення в 1942 переходить до підпілля.
Від серпня до грудня 1943 року курсант старшинської школи «Дружинники» на Поліссі, одержав звання хорунжого від 6 грудня 1943.
З грудня 1943 інструктором у Старшинській школі «Лісові чорти». У лютому 1944 важкохворий повертається на лікування. З травня 1944 в старшинській школі «Олені», де очолював сотню у другому випуску.
У вересні 1944 року призначений до штабу ВО-4 «Говерла».
Після переходу командира ТВ-23 «Магура» Костянтина Петера навесні 1945 року до штабу ВО-4 «Говерла», кілька тижнів виконував обов'язки командира цього тактичного відтинку.
Загинув 7 квітня 1945 року у селі Бринь Галицького району Івано-Франківської області у бою з військами НКВС. Похований на сільському цвинтарі.